# فاليريو أناستاسي
فاليريو أناستاسي (بالإيطالية: Valerio Anastasi)‏ (13 أبريل 1990 بقطانية في إيطاليا - ) هو لاعب كرة قدم إيطالي في مركز الهجوم. لعب مع كييفو فيرونا ونادي بيستويسي ونادي ريجيانا 1919 ونادي ليكو ونادي مانتوفا ونادي مونزا ونادي كييتي كالسيو الرياضي ونادي سودتيرول ويو أس بركوليتزه 1932 وSS Villacidrese Calcio ‏ وSantarcangelo Calcio ‏.

## روابط خارجية
- فاليريو أناستاسي على موقع قاعدة بيانات كرة القدم.إي يو (الإنجليزية)
- فاليريو أناستاسي على موقع Soccerway.com (الإنجليزية)